# معركة الشيخ هلال
معركة الشيخ هلال هي معركة وقعت في قرية الشيخ هلال التابعة لمحافظة حماة في سوريا ما بين يومي 20 و21 مارس (آذار) 2015 خلال الحرب الأهلية السورية.

## التسلسل الزمني للأحداث
في 20 مارس (أذار) 2015، شنت ميليشات تنظيم الدولة الإسلامية في العراق والشام (داعش) هجومًا على قرية الشيخ هلال الواقعة شرق محافظة حماة بهدف قطع الطريق الذي يربط محافظة حماة بمحافظة حلب أمام مقاتلي التنظيم. وقام مقاتلو داعش خلال ذلك الهجوم بمهاجمة عدة حواجز ومواقع تابعة لقوات الجيش السوري. وفي 18 أبريل (نيسان) 2015، وقع اشتباك آخر عند نقطة تفتيش وادي العزب، على الطريق الذي يربط بين قرية خناصر وقرية أثريا في شرق محافظة حماة، مما أسفر عن مقتل سبعة أشخاص على الأقل من قوات الجيش السوري وتسعة من مقاتلي تنظيم الدولة الإسلامية. وفي 27 يونيو (حزيران) 2015 وقع هجوم آخر على قرية الشيخ هلال أودى بحياة ما لا يقل عن 68 جنديًا من قوات الجيش السوري بحسب ما ذكرته تقارير المرصد السوري لحقوق الإنسان.

## الخسائر البشرية
خلفت الهجمات التي شنتها ميليشيات داعش على قرية الشيخ هلال ما بين يومي 20 و21 مارس (أذار) 2015 بحسب التقرير المبدئي الذي أصدره المرصد السوري لحقوق الإنسان في 23 مارس (آذار) 2015 ما لا يقل عن 74 قتيلًا من بين صفوف الجيش السوري، بالإضافة إلى عشرات المفقودين، غير أنّ المرصد السوري لحقوق الإنسان عدل هذه الأرقام في وقت لاحق ليصل عدد القتلى نتيجة الهجوم إلى 83 قتيلًا من مقاتلي الجيش السوري، كما أفادت وكالة رويترز للأنباء استنادًا إلى تصريحات أدلى بها مسؤول سوري، أنّ الهجمات قد تسببت في مقتل حوالي 70 شخصًا على أيدي مقاتلي داعش من المُحتمل أن يكون من بينهم مدنيين أو جنود في إجازات أو رجال ميليشيا. وفي النهاية بلغت الحصيلة الإجمالية للهجمات التي وقعت في قرية الشيخ هلال وضواحيها خلال مارس (أذار) 2015 نحو 142 جنديًا من قوات الجيش السوري، في حين لم يتمكن المرصد السوري لحقوق الإنسان من تقدير أعداد القتلى بين صفوف تنظيم الدولة الإسلامية.